# Дурнешть (Санта-Маре, Ботошань)
Дурнешть, Дурнешті (рум. Durnești) — село у повіті Ботошані в Румунії. Входить до складу комуни Санта-Маре.
Село розташоване на відстані 364 км на північ від Бухареста, 55 км на схід від Ботошань, 51 км на північ від Ясс.

## Населення
За даними перепису населення 2002 року у селі проживали 89 осіб, усі — румуни. Усі жителі села рідною мовою назвали румунську.